# Nguyễn Quốc Hận
Nguyễn Quốc Hận (sinh ngày 17 tháng 2 năm 1965) là một chính trị gia người Việt Nam. Ông hiện là đại biểu quốc hội Việt Nam khóa 14 nhiệm kì 2016-2021, thuộc đoàn đại biểu quốc hội tỉnh Cà Mau, Phó trưởng đoàn chuyên trách Đoàn Đại biểu Quốc hội tỉnh Cà Mau, Ủy viên Ủy ban Pháp luật của Quốc hội. Ông đã trúng cử đại biểu quốc hội năm 2016 ở đơn vị bầu cử số 2, tỉnh Cà Mau (gồm các huyện: Cái Nước, Phú Tân và Trần Văn Thời) với tỉ lệ 59,75% số phiếu hợp lệ.

## Xuất thân
Nguyễn Quốc Hận sinh ngày 17 tháng 2 năm 1965 quê quán ở xã An Xuyên, thành phố Cà Mau, tỉnh Cà Mau. 
Ông hiện cư trú ở Khóm 3, phường Tân Xuyên, thành phố Cà Mau, tỉnh Cà Mau.

## Giáo dục
- Giáo dục phổ thông: 12/12
- Cử nhân ngành Kinh tế nông nghiệp
- Thạc sĩ Xây dựng Đảng và chính quyền nhà nước
- Cử nhân lí luận chính trị

## Sự nghiệp
Ông gia nhập Đảng Cộng sản Việt Nam vào ngày 4/5/1994.
Ông từng là đại biểu hội đồng nhân dân Thành phố Cà Mau nhiệm kỳ 2011-2016.
Khi ứng cử đại biểu Quốc hội Việt Nam khóa 14 vào tháng 5 năm 2016 ông đang là Tỉnh ủy viên, Giám đốc Sở Nội vụ tỉnh Cà Mau, làm việc ở Sở Nội vụ tỉnh Cà Mau.
Ông đã trúng cử đại biểu quốc hội năm 2016 ở đơn vị bầu cử số 2, tỉnh Cà Mau (gồm các huyện: Cái Nước, Phú Tân và Trần Văn Thời) được 175.701 phiếu, đạt tỷ lệ 59,75% số phiếu hợp lệ.
Ông hiện là Tỉnh ủy viên, Phó trưởng đoàn chuyên trách Đoàn Đại biểu Quốc hội tỉnh Cà Mau, Ủy viên Ủy ban Pháp luật của Quốc hội.
Ông đang làm việc ở Văn phòng Đoàn Đại biểu Quốc hội tỉnh Cà Mau (Đại biểu chuyên trách: Địa phương).